# Jonatán
Jonatán (anglicky a dalších jazycích též Jonathan či Jonatan) je mužské rodné jméno hebrejského původu (יְהוֹנָתָן = Jonatan), jehož význam je Bůh dal, boží dar. 
Ve Starém zákoně byl Jonatán nejstarší syn Saula a přítel Davida. Byl zavražděn v bitvě s Pelištejci.

## Známí Jonathanové
- Jonathan Davis – americký zpěvák, člen kapely Korn
- Jonanthan Hyde – americký zpěvák
- Jonathan Bennett – americký herec
- Jonathan Frakes – americký herec a moderátor
- Jonathan Stroud – americký spisovatel
- Jonathan Demme – americký filmový režisér
- Jonathan Safran Foer – americký spisovatel
- Jonathan Taylor Thomas – americký herec
- Jonatan Netanjahu – izraelský voják a národní hrdina, bratr premiéra Benjamina Netanjahua
- Jonathan Mendelsohn – americký zpěvák, skladatel a producent
- Jonathan Stuart Leibowitz – Jon Stewart – americký herec
- Jonathan Vincent Voight – Jon Voight – americký herec německo-slovenského původu

## Jonathan jako označení
- 'Jonathan' (nebo také zlidověle „Jonatán“) – dříve velmi rozšířeným kultivarem ovocného stromu jabloně domácí.
- Jonathan – německý film z roku 2016

## Fiktivní Jonathanové
- Jonatán – pes ze seriálu Mach a Šebestová
- Jonathan Joestar, přezdívaný "JoJo" – první protagonista světově proslulé manga série JoJo's Bizarre Adventure (japonsky ジョジョの奇妙な冒険, česky JoJova prazvláštní dobrodružství)